# 梅米·贝西诺维奇
梅米·贝契罗维奇（斯洛文尼亞語：Memi Bečirovič，1961年3月1日—）是一名斯洛文尼亞籃球教練，他曾在1997年至2003年之间执教不同年龄组别的斯洛文尼亚青年队。2009年12月至2010年12月間担任斯洛文尼亚国家篮球队主教练，並帶隊參加在土耳其舉辦的2010年世界籃球錦標賽。
後贝契罗维奇作为伊朗主教练，带领球队在2012年和2014年於东京和武汉举行的第四届和第五届亞洲籃球挑戰賽中获得了冠军。他还带领伊朗队參加2013年FIBA亚洲冠军赛並獲得季軍，同時也获得了在西班牙舉行的2014年世界盃籃球賽參賽资格。他还带领伊朗获得了2014年亚运会男子籃球項目的银牌。
贝契罗维奇的儿子萨尼·贝契罗维奇也是一名职业篮球运动员，现在是助理教练，目前在帕纳辛奈克斯篮球俱乐部執教。